# Echinaster echinophorus
Echinaster echinophorus is een zeester uit de familie Echinasteridae.
De wetenschappelijke naam van de soort werd in 1816 gepubliceerd door Jean-Baptiste de Lamarck.